# 諫早茂洪
諫早 茂洪（いさはや しげひろ）は、江戸時代後期の武士。肥前国佐賀藩士。諫早鍋島家（諫早氏）12代当主。

## 出自
諫早家は龍造寺隆信の又従兄弟家晴の子孫。藩主鍋島氏の旧主君龍造寺氏の一族で、鍋島氏を憚って諫早氏を称す。家紋は「上り藤」。代々藩主の偏諱を受け「茂」の字を拝領している。藩内の家格は親類同格。龍造寺氏一族として、藩内で大名並みの知行二万六千石と強い影響力を持つ。

## 略歴
寛保9年（1797年）6月1日、諫早敬輝（諫早茂図の長男）の長男として誕生。享和元年（1801年）父・敬輝が病のため嫡を辞し、叔父・政敏が村田家から帰家して祖父・茂図の嫡子となる。文化6年（1809年）2月2日、父・敬輝が死去。享年37。文化8年（1811年）叔父・政敏が死去。文化9年（1812年）祖父・茂図が隠居したため、その家督を相続。藩主・鍋島斉直、斉正（直正）に仕え、長崎港の警備や江戸詰の役を務めた。
文政8年（1825年）母・哲仙院の希望で、四国八十八ヵ所霊場になぞらえ領内に弘法大師の座像を設置し諫江八十八ヵ所霊場を勧請した。
弘化2年（1845年）7月25日死去。享年49。菩提寺の天祐寺に葬られた。

## 系譜
- 父：諫早敬輝（?-1809）
- 母：於哲 - 哲仙院、鍋島治茂娘
- 養父：諫早茂図（1747-1815）
- 正室：澄 - 鍋島直宜三女
  - 男子：諫早茂喬（1823-1848）
- 生母不明の子女
  - 男子：鍋島利卿
  - 三男：諫早茂孫（1825-1866）
  - 四男：諫早一学（1827-1895）
  - 女子：郁 - 鍋島茂昌正室

## 参考リンク
- 諫早市美術・歴史館「諫早家ゆかりの品々展」